# مقاطعة كلاي كارولاينا الشمالية
مقاطعة كلاي (بالإنجليزية: Clay County)‏ هي إحدى مقاطعات ولاية كارولاينا الشمالية في الولايات المتحدة الأمريكية. مركز المقاطعة أو مقعدها هي مدينة هايزفيل. تأسست هذه المقاطعة سنة 1861.أصل هذه المقاطعة يأتي من: مقاطعة تشيروكي.